# Erra-Gedicht
Das Erra-Gedicht (auch Erra-Epos, Erra-Mythos oder Išum-Erra Epos) šar gimir dadmē, König aller Wohnstätten, ist ein babylonisches literarisches Werk, das von dem Priester Kabta-ilī-Marduk oder Kabti-ilāni-Marduk, Sohn des Dabibu verfasst wurde.

## Inhalt
Das Gedicht berichtet von dem Plan des Pestgottes Era, die Macht an sich zu reißen und Babylon zu zerstören. Grund dafür ist das Verhalten der Menschen, die es an Respekt gegen die Götter fehlen lassen und diese durch ihren Lärm stören. Sein Wesir Išum kann ihn aber schließlich von diesem Vorhaben abbringen.

## Überlieferung
Abschriften dieses Gedichts wurden in Niniveh, Aššur (KAR 169), Sultantepe und Babylon gefunden. Es wurde gewöhnlich auf fünf Tafeln verteilt.

## Form
Das Poem unterscheidet sich von anderen babylonischen mythologischen Erzählungen dadurch, dass es vor allem aus Dialogen besteht. Die handelnden Personen sind allesamt Götter. Neben Marduk, Era und Išum treten die Šebetti, die Annunaki und Anu auf.